# Комаровце
Комаровце (слч. Komárovce) насељено је мјесто са административним статусом сеоске општине (слч. obec) у округу Кошице-околина, у Кошичком крају, Словачка Република.

## Становништво
| Година:    | 1994. | 2004.    | 2014.   | 2024.    |
| ---------- | ----- | -------- | ------- | -------- |
| Број људи: | 440   | 393      | 378     | 422      |
| Разлика:   |       | -10,68 % | -3,81 % | +11,64 % |

| Година:    | 2023. | 2024.   |
| ---------- | ----- | ------- |
| Број људи: | 412   | 422     |
| Разлика:   |       | +2,42 % |

Према подацима о броју становника из 2011. године насеље је имало 386 становника.